# Gwadada
 (janvier 2010).
Si vous disposez d'ouvrages ou d'articles de référence ou si vous connaissez des sites web de qualité traitant du thème abordé ici, merci de compléter l'article en donnant les références utiles à sa vérifiabilité et en les liant à la section « Notes et références ».
Singles de Admiral T
Rev an mwen
Gwadada est le premier single musical solo du chanteur guadeloupéen Admiral T sorti début 2002.
Ce titre a permis à l'artiste reggae dancehall de se faire connaître dans son île natale mais plus largement dans la Caraïbe francophone. Le morceau, dénonçant les vices d'une société guadeloupéenne du XXIe siècle basée sur la criminalité, la manigance politique, la discrimination sociale, la prostitution, la pédophilie et l'homosexualité a eu un très grand écho auprès d'une jeunesse antillaise troublée quant à ses origines et au véritable sens de la vie, mais a littéralement effrayé les autres générations ne comprenant pas un mot d'une chanson qu'ils jugent chantée trop rapidement et d'un clip vidéo pour le moins dénonciateur d'une angoisse qui persiste encore aujourd'hui en Guadeloupe.